# Maigret auf Reisen
Maigret auf Reisen (französisch: Maigret voyage) ist ein Kriminalroman des belgischen Schriftstellers Georges Simenon. Er ist der 51. Roman einer Reihe von insgesamt 75 Romanen und 28 Erzählungen um den Kriminalkommissar Maigret. Der Roman entstand vom 10. bis 17. August 1957 in Echandens und erschien im Dezember des Jahres beim Pariser Verlag Presses de la Cité. Die erste deutsche Übersetzung von Hansjürgen Wille und Barbara Klau veröffentlichte 1959 Kiepenheuer & Witsch. Im Jahr 1988 brachte der Diogenes Verlag eine Neuübersetzung von Ingrid Altrichter heraus.
Der Tod eines englischen Milliardärs führt Kommissar Maigret in die Welt der Luxushotels und der dort residierenden VIPs, ein Milieu, das der kleinbürgerliche Polizeibeamte zutiefst verabscheut. Die Ermittlungen erstrecken sich von Paris über die Côte d’Azur bis in die Schweiz. Äußerst widerstrebend begibt sich Maigret auf Reisen.

## Inhalt

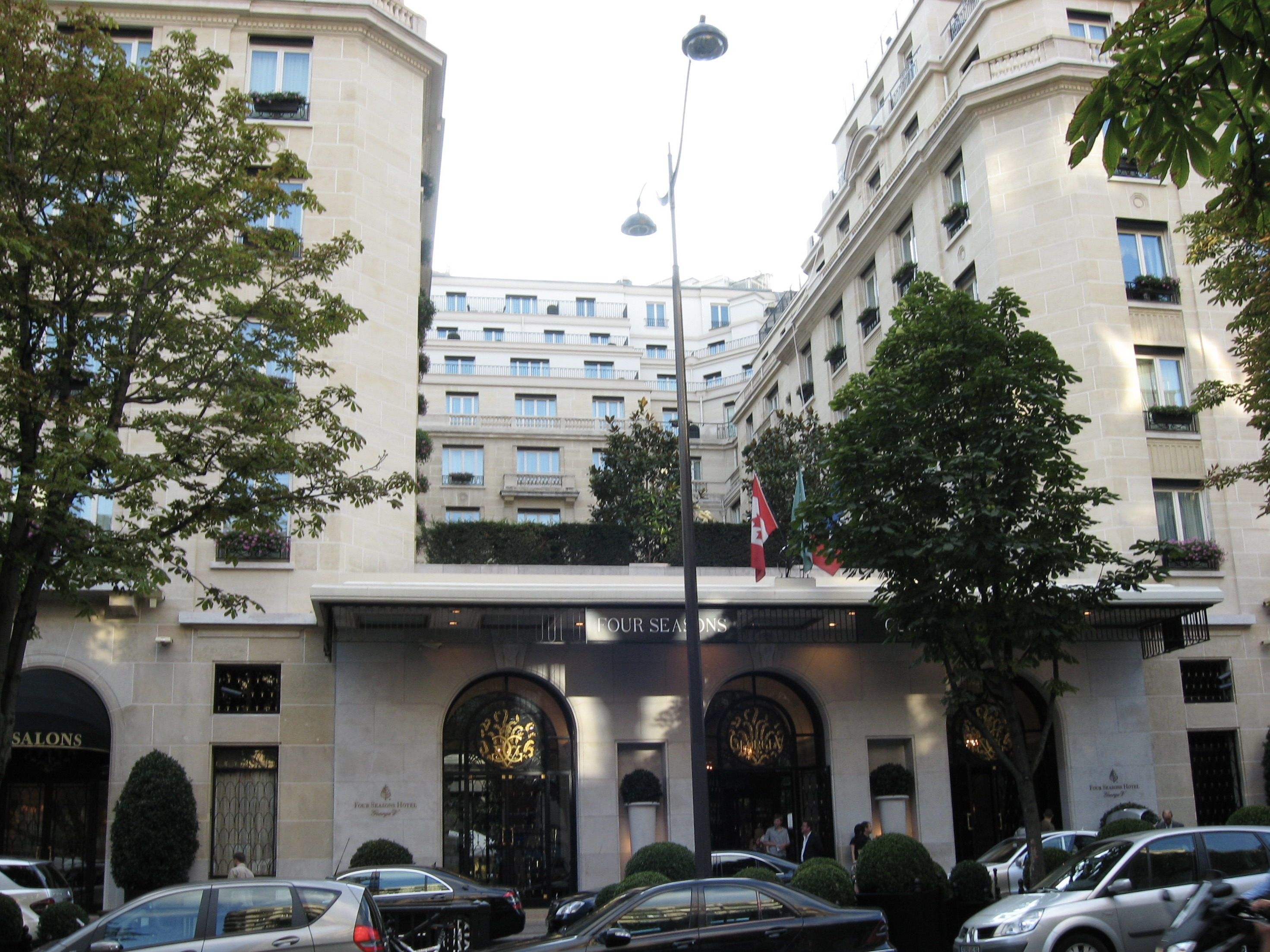
Hôtel George V in Paris

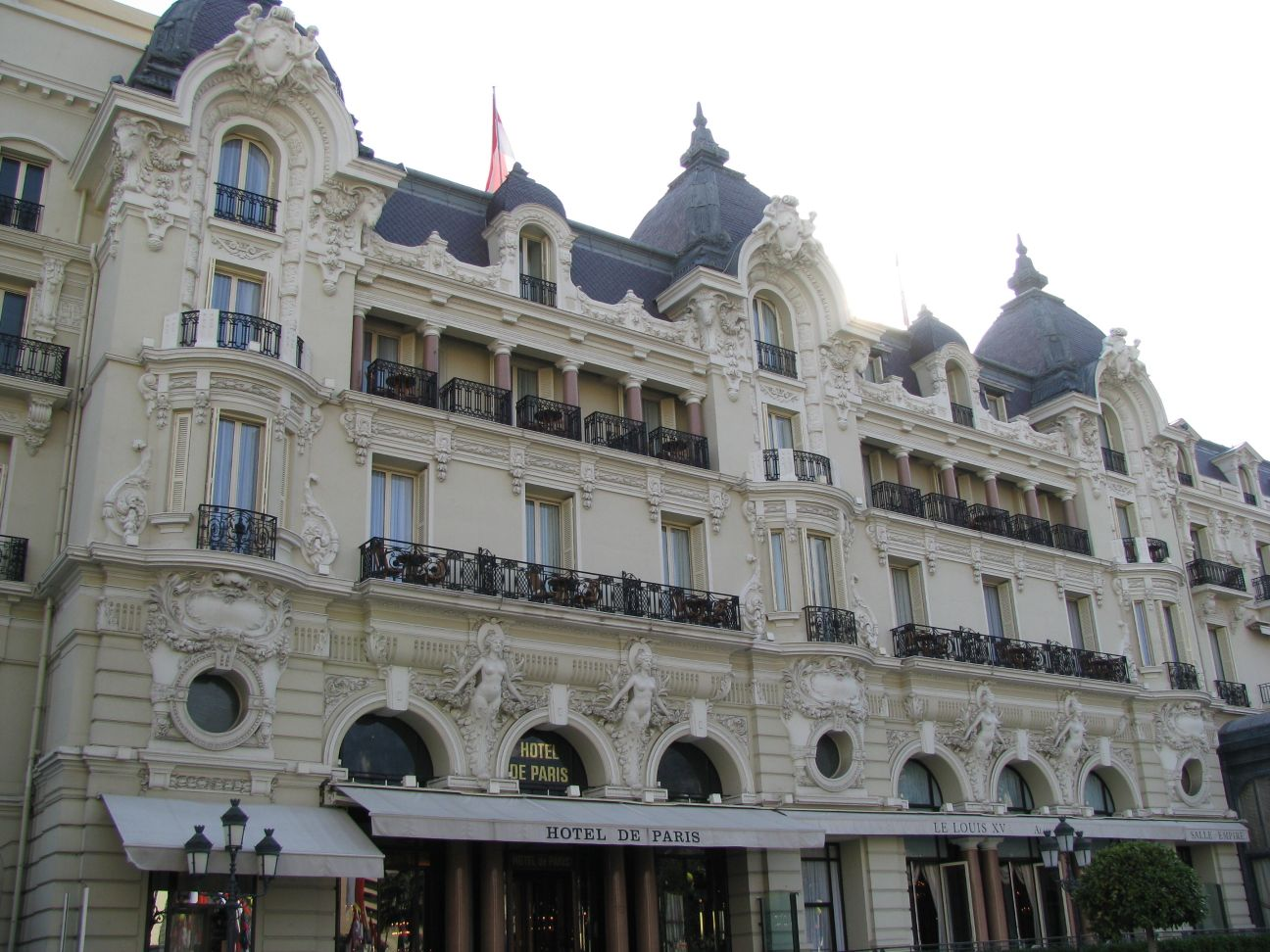
Hôtel de Paris in Monte Carlo

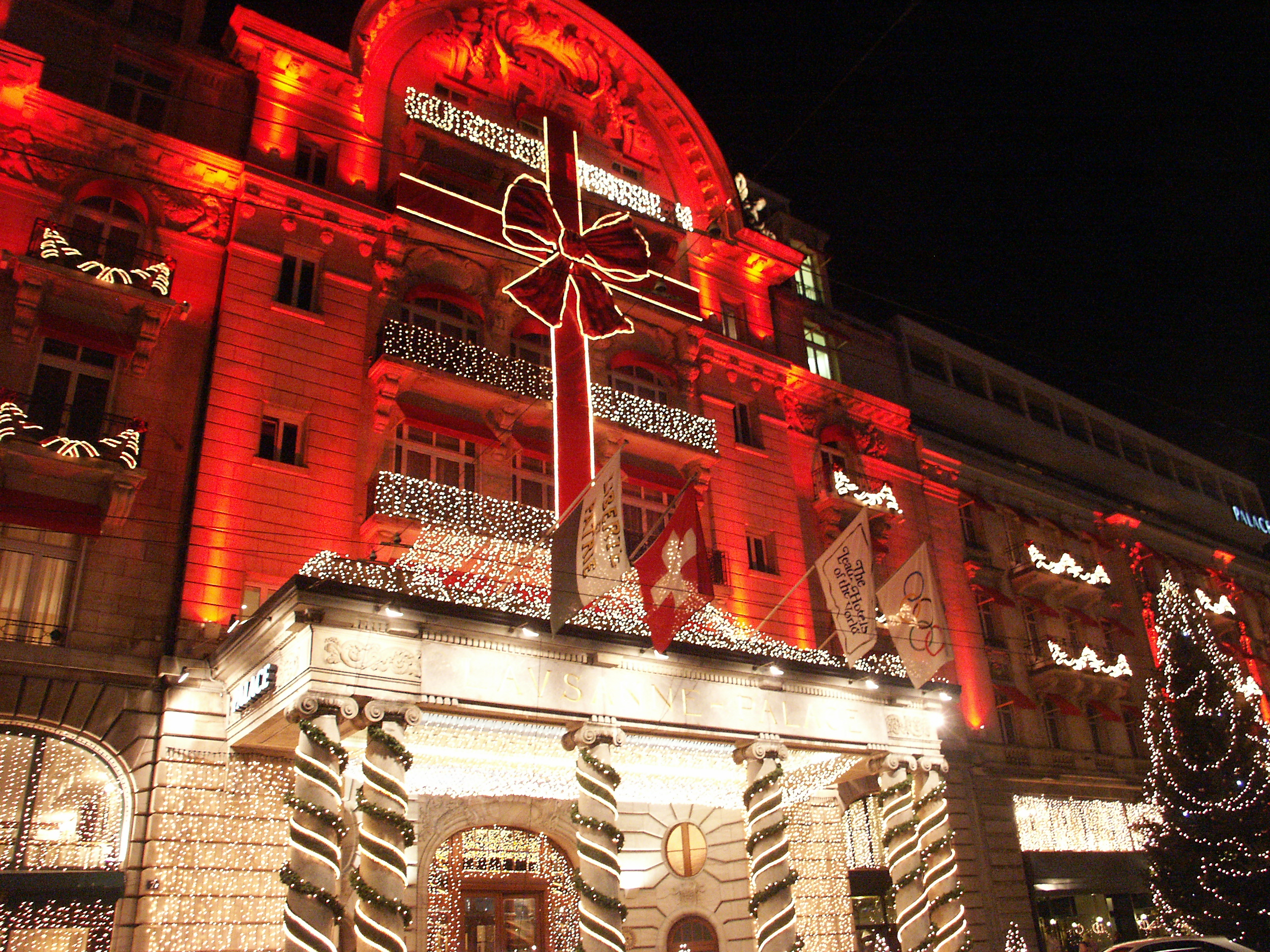
Lausanne Palace in Lausanne

In der Nacht auf den 7. Oktober ertrank der englische Milliardär Colonel David Ward in der Badewanne seiner Suite des Pariser Luxushotels George V. Blutergüsse an den Schultern legen nahe, dass er nicht durch einen Unfall starb, sondern vorsätzlich unter Wasser gedrückt wurde. In ebendieser Nacht verübte auf derselben Etage Wards Geliebte Louise Paverini, im Original: Palmieri, von allen nur „die kleine Comtesse“ genannt, einen Suizidversuch, rief jedoch rechtzeitig um Hilfe und wurde in ein Krankenhaus in Neuilly-sur-Seine eingeliefert. Als sie dort am nächsten Morgen polizeilich vernommen werden soll, ist sie spurlos verschwunden.
Missmutig übernimmt Kommissar Maigret die Ermittlungen, begleitet von zahlreichen guten Ratschlägen, Diskretion walten zu lassen und die in den Fall involvierten hochgestellten Persönlichkeiten mit Samthandschuhen anzufassen. Der brummige Kommissar kann nicht vermeiden, dass ihn John Arnold, der eloquente Freund und Generalbevollmächtigte des Toten, beeindruckt, und es ärgert ihn, dass sein junger Inspektor Lapointe Zeuge seiner Verlegenheit wird. 
Maigret folgt der Spur der verschwundenen Comtesse, die ihn von Orly nach Nizza und Monte Carlo führt, wo er im Hôtel de Paris ihren geschiedenen Ehemann Joseph Van Meulens antrifft, einen gleichfalls vermögenden belgischen Fabrikanten mit ausgesprochen selbstsicherem Auftreten. Louise Paverini jedoch ist längst nach Lausanne weitergereist, und so muss der Kommissar eine weitere Flugreise antreten, bevor er sie am nächsten Tag im Lausanne Palace vernehmen kann.
Die Comtesse sagt aus, dass sie in der Tatnacht ihren Ehemann in spe, den dreifach geschiedenen Ward, tot in der Badewanne aufgefunden, daraufhin eine Überdosis Schlaftabletten geschluckt und am folgenden Tag verzweifelt Hilfe bei ihrem Ex-Ehemann Van Meulens gesucht habe. Doch Maigret erfährt auch, dass die Comtesse ohne die Zuwendungen ihrer beiden reichen Gönner mittellos ist, während ihre wahre Leidenschaft ihrem ersten Ehemann gilt, dem verarmten italienischen Aristokraten Comte Marco Paverini, der sich von wohlhabenden Frauen aushalten lässt und im Begriff steht, die reiche Holländerin Anna de Groot zu heiraten.
Zurück im George V in Paris beginnt Maigret die Mentalität der Menschen aus der High Society zu verstehen, die überall auf der Welt in immer denselben Luxushotels absteigen. Nicht Eifersucht ist ihr Motiv, denn sie reichen ihre Geliebten wie die „kleine Comtesse“ jederzeit an ihre Geschäftspartner weiter. Doch sie haben allesamt Furcht, aus ihrem Milieu zu fallen und ein ganz normales Leben führen zu müssen, zu dem sie sich nach der Gewöhnung an Luxus und Bequemlichkeit nicht mehr fähig glauben.
Maigret begreift, dass es John Arnold ist, der diesen Sturz am meisten zu fürchten hatte. Er stellt dem Vertrauten des Toten eine Falle, indem er eine Reihe von Zeugen aufbietet, die ihn in der Mordnacht auf der Flucht aus dem Hotel hätten sehen können, dies in Wahrheit jedoch nicht getan haben. Konfrontiert mit der scheinbar erdrückenden Beweislast gesteht Arnold. Er, der sein Leben lang auf eine Ehe hatte verzichten müssen, um als Faktotum für Ward verfügbar zu bleiben, wollte dessen dritte Frau Muriel Halligan heiraten. Bevor deren Scheidung rechtskräftig wurde und sie das Anrecht aufs Erbe verloren hätte, ermordete er Ward, um auch an Muriels Seite nicht auf dessen Vermögen verzichten zu müssen.

## Hintergrund

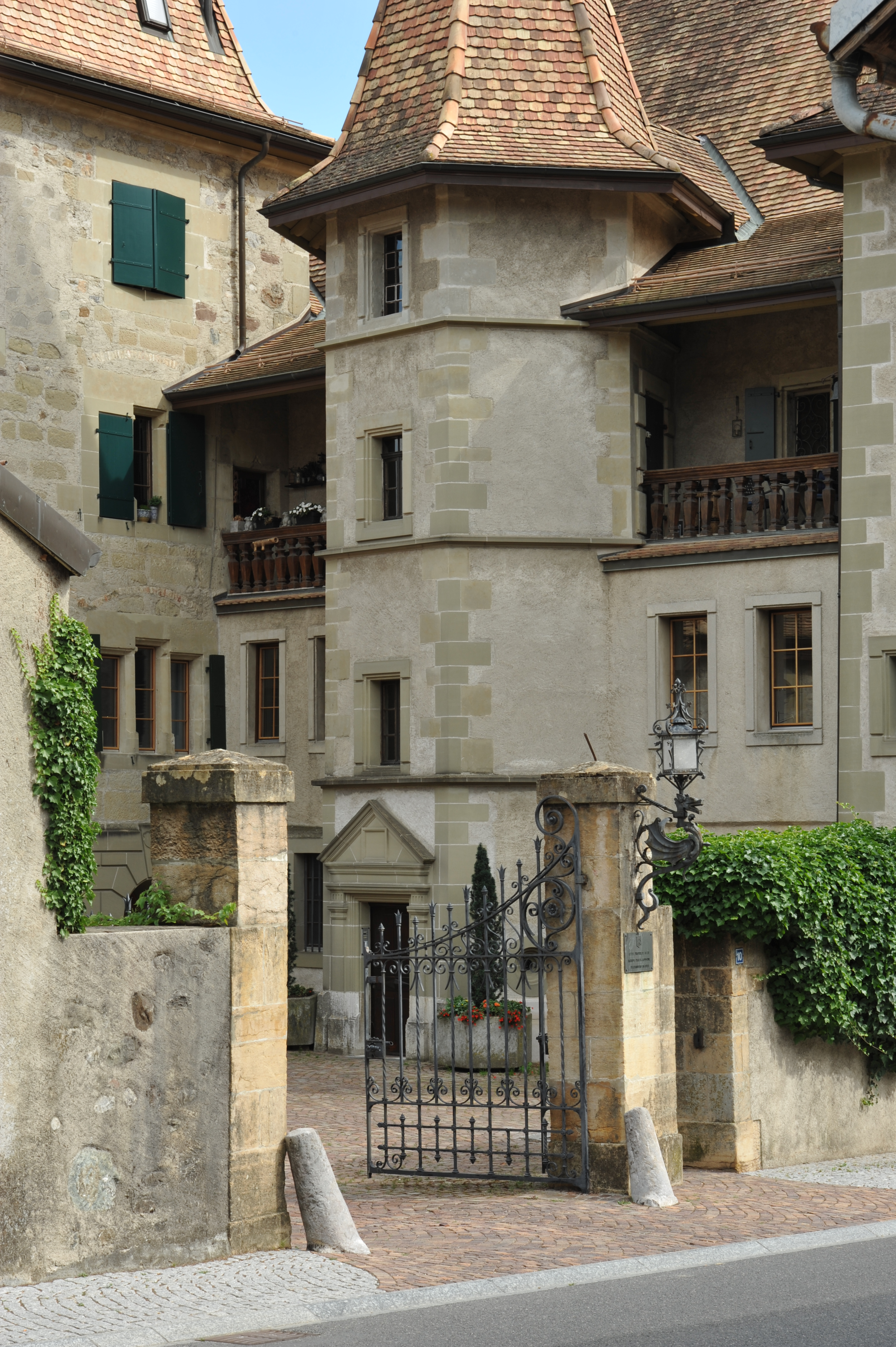
Schloss Echandens

Maigret auf Reisen war der erste Roman, den Georges Simenon schrieb, nachdem er sich im Juli 1957 in der Schweiz niedergelassen hatte, die für den Rest seines Lebens seine Heimat bleiben sollte. Er mietete das Schloss Echandens im Kanton Waadt, bis er 1963 nach Epalinges und später nach Lausanne umzog. Wie der Schriftsteller seinen Kommissar Maigret einst in Maigret in New York und Maigret in Arizona in die amerikanische Wahlheimat nachfolgen ließ, führte er ihn auch dieses Mal ins neue Gastland ein, wenngleich nur für eine kurze Stippvisite in Genf und Lausanne. Immerhin genügt der kurze Besuch dem Kommissar, einige typische Eigenheiten des Landes und seiner Bewohner kennenzulernen: eine gewisse Behäbigkeit, die sich mit Behaglichkeit mischt, die sprichwörtliche Gastfreundschaft, die dennoch eine penible Kontrolle der Gäste erlaubt, und nicht zuletzt die ruhigen Gasthöfe mit ihren lokalen Weinen.
Simenons Biograf Patrick Marnham weist allerdings darauf hin, dass Simenon in Echandens die aufreibendste Periode seines Lebens durchmachte, was vor allem auf die zerrüttete zweite Ehe zurückzuführen war. Wenngleich Simenons schriftstellerische Arbeit durch den Umzug in die Schweiz anfänglich weder quantitativ noch qualitativ gelitten habe, sei es doch auffällig, dass keiner seiner späten Romane vollständig in der neuen Wahlheimat angesiedelt war. Neben Maigret auf Reisen führten nur zwei Non-Maigret-Romane ihre Figuren vorübergehend in die Schweiz: Le Train de Venise (1965, deutsch: Der Zug aus Venedig) und La Disparition d’Odile (1971, deutsch: Die verschwundene Tochter).

## Interpretation
Maigret auf Reisen führt Kommissar Maigret in ein Milieu, das ihm wenig vertraut ist, und in dem er sich unbehaglich fühlt: das der High Society und des großen Geldes. Laut Josef Quack übt Simenon in der Maske des Kommissars „ironisch Kritik an der snobistischen Welt der Reichen“, der der erfolgreiche Schriftsteller längst selbst angehörte. Das Stereotyp des angloamerikanischen Multimillionärs findet sich auch in anderen Romanen der Reihe wieder, so bereits in Maigret und Pietr der Lette und Maigret kämpft um den Kopf eines Mannes. Maigrets tief empfundene Abneigung gegen den internationalen Flair von Grand Hotels zeigt sich auch in Maigret und die Keller des „Majestic“ und Maigret und sein Revolver. So führt der letzte Akt des Romans den Kommissar wieder zurück ins heimische Paris, wo der Fall mit dem Geständnis des Täters am Quai des Orfèvres bei Sandwiches und Bier aus der Brasserie Dauphine seinen vertrauten Abschluss nimmt.
Bevor es allerdings zu einem laut Tilman Spreckelsen „derart strahlenden Sieg“ kommt, den der Kommissar ganz beiläufig feiert, indem er dem Mörder die Hand auf die Schulter legt, zeigt sich Maigret zu Beginn des Romans regelrecht eingeschüchtert von den „besseren Kreisen“. Insbesondere der spätere Mörder kauft dem Kommissar bei der ersten Begegnung den Schneid ab, und Maigret ärgert nicht nur, dass der junge Lapointe Zeuge seines Gesichtsverlustes wird, sondern den unbestechlichen Kommissar empört die Verletzung der eigenen Prinzipien. Es sind die Erfahrungen von seiner Amerikareise in Maigret in New York, die ihn das Milieu der Millionäre durchschauen lassen, und er bringt deren Lebensweise auf die Formel, dass sie, gewohnt an Luxus und zahlreiche Hilfsdienste, das Versagen im gewöhnlichen Leben fürchten.
Simenon fasste seine literarischen Bemühungen im Ausspruch zusammen, es habe ihn stets gedrängt, „den Menschen zu entdecken, ohne sein Getue, ohne seine Masken, den nackten Menschen, […] den Menschen, so wie er ist, gleichgültig wo.“ Direkter, als in seinen übrigen Werken, greift er diese These in Maigret auf Reisen auf, als es heißt, der Kommissar bemühe sich, „am Lack zu kratzen, um hinter den verschiedenen äußeren Erscheinungsbildern den (wie er sich ausdrückte) ‚nackten Menschen‘ zu entdecken.“ Und tatsächlich werden mit dem toten Colonel in der Badewanne und seinem belgischen Geschäftsfreund auf der Massagebank gleich zwei Vertreter der Millionärskaste der Fassade ihres vornehmen Luxus entkleidet, und sie treten dem Kommissar buchstäblich nackt gegenüber. Laut Murielle Wenger entdeckt Maigret hinter jeder sozialen Erscheinungsform und allen verschleiernden Riten und Ritualen dieselben menschlichen Wahrheiten, dieselben Ängste und Zwänge zur Selbstvergewisserung.

## Rezeption
Publishers Weekly beschrieb den Roman Maigret auf Reisen: „Ein fesselnder Whodunit, der im Spielplatz der Superreichen angesiedelt ist.“ Laut Kirkus Reviews erhält Maigret wie üblich wenig Material zum Arbeiten, „doch die Geschichte scheint etwas reichhaltiger – vielleicht auch nur wegen des Kaviars und Champagners“. Newgate Calendar in der New York Times befand allerdings: „Das ist nicht einer der besseren Maigret-Romane; er ist etwas nachlässig und die Auflösung ist für Simenon ungewöhnlich theatralisch.“ Und auch das amerikanische Magazin Best Sellers fühlte sich zum Geständnis genötigt, dass der Roman „nicht an die besten Maigret-Abenteuer heranreicht.“
Das Yale Literary Magazine fand im Roman „die alte Art von Mord mit einigen neuen Wendungen“. Es gebe zwar wenig „Action“, doch die Dramatik entstehe durch Maigrets Dialoge und seine Gedankengänge. „Mit seinem präzisen Schreibstil bietet Simenon genügend Details und Spannung, um den Roman zu einer kurzen, aber vergnüglichen Lektüre zu machen.“ Laut Elisabeth Schulze-Witzenrath konnte Simenon im Roman einen personalen Erzähler „fast ganz durchhalten“. Für Peter Kaiser „erzeugt Simenon beim Leser ein ähnliches Gefühl wie Maigret selbst es haben muss. Selten bekommt man einen Protagonisten eines Romans so intensiv zu spüren.“ Beeindruckt von den „intensiven und bildhaften Hotelszenen“ zog er das Fazit: „Diesmal ein etwas mürrischer Maigret,“ nichtsdestotrotz „ein großes Lesevergnügen.“
Die Romanvorlage wurde zweimal im Rahmen von Fernsehserien verfilmt. 1963 verkörperte Rupert Davies den Kommissar in der Episode Another World der britischen BBC-Serie Maigret. 1987 spielte Jean Richard die Titelrolle in einer Folge der französischen TV-Serie Les Enquêtes du Commissaire Maigret.

## Ausgaben
- Georges Simenon: Maigret voyage. Presses de la Cité, Paris 1957 (Erstausgabe).
- Georges Simenon: Maigret auf Reisen. Übersetzung: Hansjürgen Wille und Barbara Klau. Kiepenheuer & Witsch, Köln 1959.
- Georges Simenon: Maigret auf Reisen. Übersetzung: Hansjürgen Wille und Barbara Klau. Heyne, München 1966.
- Georges Simenon: Maigret auf Reisen. Übersetzung: Ingrid Altrichter. Diogenes, Zürich 1988, ISBN 3-257-21593-2.
- Georges Simenon: Maigret auf Reisen. Sämtliche Maigret-Romane in 75 Bänden, Band 51. Übersetzung: Ingrid Altrichter. Diogenes, Zürich 2009, ISBN 978-3-257-23851-8.